# NGC 1612
NGC 1612 je galaksija u zviježđu Eridanu.

## Vanjske poveznice
- SEDS: NGC 1612